# Холмс и Уотсън
„Холмс и Уотсън“ (на английски: Holmes & Watson) е мистъри комедия от 2018 г., написан и режисиран от Итън Коен. Във филма участват Уил Феръл и Джон Райли като съответните им герои Шерлок Холмс и Доктор Уотсън, Ребека Хол, Роб Брайдън, Кели Макдоналд, Стив Кугън и Ралф Файнс. Премиерата на филма е в Съединените щати на 25 декември 2018 г. от „Сони Пикчърс Релийзинг“ чрез етикета му „Кълъмбия Пикчърс“.

## В България
В България филмът е пуснат по кината на 4 януари 2019 г. от „Александра Филмс“.
На 29 декември 2022 г. е излъчен по NOVA в четвъртък от 20:00 с български дублаж. Екипът се състои от:
| Озвучаващи артисти  | Христина Ибришимова Ани Василева Ася Братанова Николай Николов Христо Узунов Георги Георгиев-Гого |
| Преводач            | Стефан Тасев                                                                                      |
| Тонрежисьор         | Лазар Йончев                                                                                      |
| Режисьор на дублажа | Димитър Кръстев                                                                                   |